# المظفر ركن الدين بيبرس
الملك المظفر ركن الدين بيبرس الجاشنكير المنصورى, كنيته أبو الفتح. (توفى بالقاهرة عام 1309). السلطان المملوكي الثاني عشر. بقى على العرش فترة قصيرة (1308 - 1309). كان من أصل شركسي.

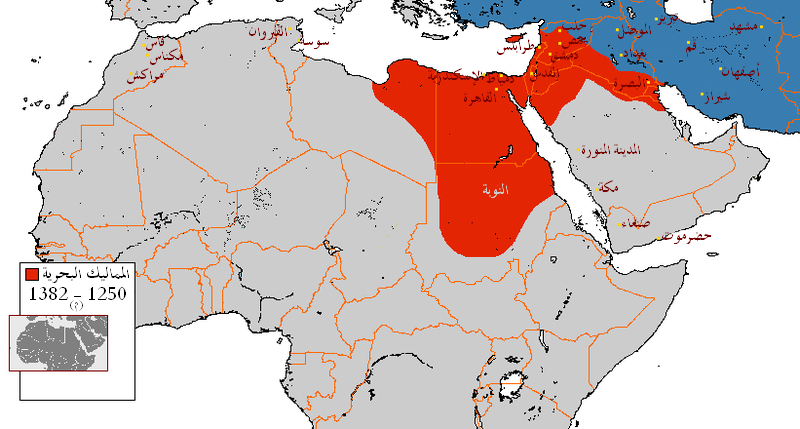
السلطنة المملوكية بأوج عزها

## ما قبل السلطنة
كان بيبرس الجاشنكير من أصل شركسى ومن مماليك السلطان المنصور قلاوون. تدرج في المكانة فأصبح أميرا ثم جاشنكير - وهي كلمة من أصل فارسي (من كلمة چاشنی وتعني توابل)- وهي وظيفة في الدولة المملوكية كان صاحبها متذوق طعام السلطان للتأكد من أنه غير مسموم،  وبعد وفاة قلاوون خدم كل من ابنيه السلطانين الأشرف خليل والناصر محمد. في فترة حكم الناصر محمد الثانية (1309 - 1299) تقلد منصب الأستادار. في عام 1302 لعب دورا في اخماد تمرد وقع في صعيد مصر وفي عام 1303 كان أحد قادة الجيش المملوكي الذي هزم المغول في معركة مرج الصفر.

## السلطنة
كان السلطان الناصر محمد أثناء فترة حكمه الثانية ما زال صغير السن مما جعله تحت سيطرة الأميران سلار وبيبرس الجاشنكير. في تلك الفترة انتشر الفساد ونظام الحماية وتضخمت سطوة وثروات المماليك البرجية التي كان بيبرس الجاشنكير يتزعمها ومنافسيها المماليك الصالحية والمنصورية التي كان على رأسها الأمير سلار والمماليك الأشرفية بزعامة الأمير برغلى. في عام 1308 أدرك السلطان الصغير قلة حيلته وخطورة موقفة في مواجهة سلار وبيبرس الجاشنكير فزعم أنه ذاهب إلى الحج ولكنه بدلا من الذهاب إلى مكة ذهب إلى الكرك ورفض العودة إلى مصر فما كان من سلار إلا أن خاطب الأمراء الذين عرضوا عليه السلطنة قائلا: «والله يا أمراء أنا ما أصلح للملك، ولا يصلح له الا أخى هذا» وأشار إلى بيببرس الجاشنكير فهتف البرجية: «صدق الأمير» فوافق الأمراء ونصب بيبرس سلطانا على البلاد بلقب الملك المظفر ومعه الأمير سلار نائبا للسلطنة. ومنح بيبرس نيابة الكرك ومائة فارس للناصر محمد وبعث اليه برسالة تقول: «أنى أجبت سؤالك فيما اخترته، وقد حكم الأمراء على فلم تمكن مخالفتهم، وأنا نائبك». وحلف أمراء الشام ماعدا الأمير الأفرم الذي رفض سلطنة بيبرس قائلا: «بئس والله ما فعله الملك الناصر بنفسه!, وبئس ما فعله بيبرس! وأنا لا أحلف لبيبرس -و قد حلفت الملك الناصر- حتى أبعث إلى الناصر» ولكنه وافق بعد أن شكره الناصر وأخبره أنه قد ترك الملك وان عليه أن يحلف لمن يولونه.
إلا أن الامور لم تستقم لبيبرس الجاشنكير الذي لم يكن محبوبا عند المصريين بسبب سؤ الأحوال الاقتصادية والسياسية وفي عهده انخفض منسوب النيل وارتفعت الأسعار وفشا الوباء ولاحت في الأفق تهديدات مغولية وصليبية. ما أن استقر بيبرس على عرش السلطنة حتى وردت الأنباء بأن ملك قبرص قد اتفق مع بعض ملوك الصليبيين على غزو دمياط فأمر بيبرس بمد جسر من القاهرة إلى دمياط وجسر آخر بطريق الإسكندرية. ثم وردت أخبار آخرى بتأهب المغول للهجوم على الشام. إلا أن وجود الناصر في الكرك كان هو ما يفزع بيبرس أكثر من أي شئآخر فأرسل اليه يطالبه بإعادة المال الذي أخذه من مصر إلى الكرك وأمره أن لا يبقى عنده سوى عشرة مماليك مهددا اياه بانه ان لم يفعل ذلك فلسوف يرسل اليه العسكر لتخرب الكرك عليه فأرسل له الناصر مبلغا من المال. وأمر بيبرس بمنع الخمر في مصر واستخدم عنف مفرط ضد العامة والتجار وحتى الأمراء. وتدهورت الأحوال وخرجت العامة تطوف الشوارع مرددة:«سلطاننا ركين ونائبنا دقين، يجينا الماء منين. جيبوا لنا الأعرج، يجى الما ويدحرج» وبركين ودقين كانوا يقصدون بيبرس (ركن الدين) وسلار لقلة عدد شعرات الحيتة أما بالأعرج فكانوا يعنون الناصر محمد لأن كان به عرج خفيف.

## السقوط
ثم بعث بيبرس بالأمير مغلطاى إلى الملك الناصر ليأخذ خيوله ومماليكه فحنق الناصر وقال له: «أنا خليت ملك مصر والشام لبيبرس، وما يكفيه حتى ضاقت عينه على فرس عندى أو مملوك لى، ويكرر الطلب؟ ارجع اليه، وقل له والله لئن لم يتركنى والا دخلت بلاد التتر، وأعلمتهم أنى قد تركت ملك أبى وأخى وملكى لمملوكى، وهو يتبعنى ويطلب منى ما أخذته» وكتب الناصر لنواب الشام ومؤيديه من أمراء مصر يستعطفهم ويثيرهم ضد بيبرس. ثم ورد الخبر بخروج الناصر محمد من الكرك تجاه جهة غير معروفة وانتشر الخبر في أنحاء القاهرة وانشق الأمير نوغاى عن بيبرس ورحل إلى الكرك مع مماليكه  وأخذ نواب الشام وعسكرها وعسكر مصر ينضمون إلى صف الناصر حتى خطب بدمشق له فسقط في يد بيبرس وعلم قرب زوال أمره. ودخل الناصر محمد دمشق واستقبله الأمراء وعامة الناس استقبالا حارا. هذا بينما في القاهرة راحت العامة تسب بيبرس في الشوارع فكان رده عليهم مشوب بالعنف المفرط مما زاد من مقتهم له وثورتهم عليه فازداد اضطرابا وجمع الأمراء، وكان من بينهم الأمير المؤرخ بيبرس الدوادار  واستشارهم فيما يفعله فنصحوه بخلع نفسه واستعطاف الملك الناصر لنيل عفوه. وتخبط بيبرس الجاشنكير فقام بنهب الخزائن والخيل وتوجه إلى باب الإسطبل للفرار مع بعض أمراءه ومماليكه البرجية وكانت عدتهم سبعمائة فارس فاجتمع العوام عند الباب وراحوا يصيحون عليه ويرمونه بالحجارة فمنع مماليكه من الاعتداء على العوام وأمرهم بنثر المال عليهم ليشتغلوا بجمع المال عنهم إلا أن العوام لم يلتفتوا إلى المال المنثور وراحوا يتبعونهم ويسبونهم إلى أن تمكنوا من الفرار منهم بعد أن اخافهم المماليك بشهر سيوفهم. فر بيبرس الجاشنكير إلى بلدة أطفح بصعيد مصر ثم إلى مدينة أخميم عازما الهروب إلى برقة إلا أن أكثر مرافقيه تخلوا عنه وفارقوه في أخميم وعادوا إلى القاهرة فقرر عدم الذهاب إلى برقة.
في اليوم التالى لفرار بيبرس من القاهرة، وكان يوم الأربعاء، وبأمر من سلار الذي بقى في القلعة، هتف الحراس باسم الملك الناصر وكتب سلار إلى الناصر بتنحى بيبرس وفراره وفي يوم الجمعة خطب على منابر القاهرة ومصر باسم الملك الناصر وأسقط اسم الملك المظفر بيبرس بعد أن حكم البلاد فترة تقل عن سنة.
وصل الملك الناصر إلى قلعة الجبل وجلس على تخت السلطنة لثالث مرة واحتفل الناس بعودته وزينت القاهرة. وقبض على بيبرس الجاشنكير وحمل إلى الناصر مقيدا بالحديد فعدد لة ذنوبه وأقر بها بيبرس وطلب العفو ولكن الناصر أمر بخنقه فخنق ودفن خلف القلعة.

## نقود بيبرس الجاشنكير
يشير الدكتور شفيق مهدى في كتابه «مماليك مصر والشام» إلى أن اسم بيبرس الجاشنكير نقش على نقوده بدون حرف الياء في اسم «بيبرس» أي ان اسمه رسم «ببرس» مما يشكك في اسمه «بيبرس» الذي يستخدمه المؤرخون.
نقشت أسماءه وألقابه على نقوده كالتالى: السلطان الملك المظفر ركن الدنيا والدين ببرس المنصورى، السلطان الملك المظفر ركن الدنيا والدين ببرس، السلطان الملك المظفر ركن الدنيا والدين ببرس قسيم أمير المؤمنين، السلطان الملك المظفر ركن الدنيا والدين أبو الفتح ببرس قسيم أمير المؤمنين. وأمير المؤمنين كان الخليفة العباسي المقيم بالقاهرة.

## أثاره ومخلفاته
خانقاه بيبرس الجاشنكير: تقع بشارع باب النصر بالجمالية. تعد خانقاه بيبرس الجاشنكير أقدم خانقاه لا تزال قائمة في القاهرة ومنارتها ذات طراز فريد. بدأ بيبرس في بنائها في عام 1307 قبل أن يتسلطن وأنهى بنائها في عام سلطنته 1309. وصفها المقريزي بأنها أجل خانقاة بالقاهرة وأن من جملتها الشباك الكبير «الذي يكاد يتبين عليه أبهة الخلافة» والذي حمله الأمير البساسيرى من بغداد إلى القاهرة بعدما استولى المغول على بغداد في عام 1258. وكان بالخانقاة مطبخا يوزع كل يوم اللحم والخبز والحلوى على الصوفية والفقراء المقيمين بها وكان القرأن يتلى فيها دون انقطاع عند الشباك الكبير وكان الحديث النبوي يدرس بالقبة. أغلق السلطان الناصر محمد الخانقاه وأزال اسم بيبرس من طرازها بعد القبض على بيبرس وقتله ثم أعيد فتحها بعد عشرين سنة من غلقها.
- صور خانقاه بيبرس الجاشنكير

مصحف بيبرس الجاشنكير : محفوظ في المكتبة البريطانية بإنجلترا. فريد من نوعه ويتكون من سبعة أجزاء وو قد نسخ بالذهب لبيبرس الجاشنكير في القاهرة بين عامى 704 و 705 هـ.

## فهرس وملحوظات
مصطلحات مملوكية وردت في المقال:
- أستاذ: ولى نعمة المملوك أي سلطانه أو أميره الذي يدين له بالولاء.
- استادار: رئيس الخدم السلطانى.
- الحماية: نوع من المكوس أو الرشوة كانت تدفع عن طريق أحد الأفراد لأمير ما لأجل حمايته.
- جاشنكير: مستطعم طعام وشراب السلطان للتأكد من خلوها من السم. وقد كان المسؤل عما يقدم للسلطان من طعام وشراب.

أسماء متشابهة:
بعض الأمراء كانوا يحملون اسم ركن الدين بيبرس:
- ركن الدين بيبرس البندقداري وهو الظاهر بيبرس السلطان المعروف.
- ركن الدين بيبرس الأحمدي.
- ركن الدين بيبرس الأوحدي.
- ركن الدين بيبرس الجالق.
- ركن الدين بيبرس الحلبي، ويعرف أيضاً بـ أياجي الحاجبي.
- ركن الدين بيبرس الدوادار وهو أيضاً ركن الدين بيبرس المنصوري وهو المؤرخ المملوكي المعروف.
- ركن الدين بيبرس الركني المظفري.
- ركن الدين بيبرس السلاح دار.
- ركن الدين بيبرس العجمي، وهو أيضاً الجالق المنصوري.
- ركن الدين بيبرس المغربي.
- ركن الدين بيبرس الموفقي.
- ركن الدين بيبرس خاص ترك الكبير.

انظر:
- المماليك

1. ↑  شفيق مهدى, 280
2. ↑  بعض المؤرخين يعتبرون شجر الدر أول سلاطين المماليك. في تلك الحالة يكون بيبرس الجاشنكير السلطان المملوكى الثالث عشر وليس الثاني عشر (قاسم, 22).
3. ↑  المقريزى, السلوك, 2/423
4. ↑  جاشنكير : مستطعم وذواق طعام وشراب السلطان للتأكد من خلوهما من السم.
5. ↑  الشيال, 2/181
6. ↑  معركة مرج الصفر : تعرف أيضا باسم معركة شقحب. دارت رحاهابالقرب من دمشق في عام 1303 بين الجيش المصري بقيادة الناصر محمد وأمراء المماليك وجيش محمود غازان المغولى الذي كان يقوده قتلجشاه. هزم جيش المغول في تلك المعركة هزيمة ماحقة مما أدى إلى موت غازان حنقا وعاد الناصر بعدها إلى القاهرة بالأسرى وسط احتفالات وزينات مشهودة.
7. ↑  االحماية: حماية الأفراد والتجار مقابل دفعهم مكس لأمير.
8. ↑  المماليك البرجية: المماليك المقيمة بأبراج قلعة الجبل, كانوا من الشركس - المماليك الصالحية: مماليك السلطان الأيوبى الصالح أيوب - المماليك المنصورية: مماليك السلطان المنصور قلاوون - المماليك الأشرفية: مماليك السلطان الأشرف خليل.
9. ↑  الأمير برغلى تزوج ابنة بيبرس الجاشنكير أثناء سلطنته. (المقريزى, السلوك, 2/ 429)
10. ↑  الشيال, 2/ 183-182
11. ↑  لم يقصد الناصر محمد التنحى عن الحكم ولكن لأنه كان يدرك أن سلار وبيبرس سيزيحانه أو سيفتكا به عاجلا أو أجلا فقد قرر الابتعاد عنهما لتنظيم اموره والاتصال بمؤيديه من أمراء الشام ومصر لتعزيز موقفه عند عودته للاطاحة بسلار وبيبرس وقد نجح الناصر محمد في خطته وأطاح بهما فيما بعد عند عودته إلى مصر ليحكم للمرة الثالثة.-(الشيال, 2/183)
12. ↑  المقريزى, السلوك, 2/424-423
13. 1 2  الشيال, 2/ 183
14. ↑  المقريزى, السلوك, <2/ 425
15. ↑  المقريزى, السلوك, <2/ 431
16. ↑  المقريزى, السلوك, <2/ 426-425
17. ↑  المقريزى, السلوك, <2/ 432
18. ↑  المقريزى, السلوك, <2/ 428
19. ↑  المقريزى, السلوك, <2/ 431-430
20. ↑  الشيال 2/ 183
21. ↑  المقريزى, السلوك, <2/ 435-434
22. ↑  ابن كثير, 25/ 14
23. ↑  المقريزى, السلوك, <2/ 441-439
24. ↑  ركن الدين بيبرس الدوادار : أمير ومؤرخ مملوكى ولد ومات في مصر في الثمانين من عمره. عاش بين المماليك وشارك في حروبهم. كان من مماليك السلطان قلاوون الذي نصبه نائبا على الكرك ثم جعله نائبا للسلطنة. شارك في فتح عكا (1291) في عهد السلطان الأشرف خليل كما شارك في معركة مرج الصفر(1303) ضد المغول في عهد السلطان الناصر محمد. رغم احترام الناصر له إلا أنه سجنه أثناء سلطنته الثالثة. من أهم مؤلفاته " فكرة الزبدة في تاريخ الهجر" (11 مجلد) و"التحفة المملوكية في الدولة التركية".
25. ↑  المقريزى, السلوك, <2/ 441-442
26. ↑  المقريزى, السلوك, <2 /447
27. ↑  المقريزى, السلوك, <2/ 442-443
28. ↑  المقريزى, السلوك, 2/449
29. ↑  الشيال, 2/184
30. ↑  لما مثل بيبرس بين يدى الناصر عنفه الناصر وعدد له ذنوبه قائلا: " تذكر وقد صحت على وقت كذا بسبب فلان, ورددت شفاعتى في حق فلان, واستدعيت نفقة في وقت كذا من الخزانة فمنعتها, وطلبت في وقت حلوى بلوز وسكر فمنعتنى. ويلك! وزدت في أمرى حتى منعتنى شهوة نفسى " فأقر بيبرس وسأل العفو فاستطرد الناصر قائلا: " يا ركن الدين أنا اليوم أستاذك, وأمس تقول لما طلبت أوز مشوى ايش يعمل بالأوز, الأكل هو عشرون مرة في النهار" (المقريزى, 2/ 449)
31. ↑  شفيق مهدى, <107
32. ↑  شفيق مهدى, <280
33. ↑  بعد سقوط بغداد في براثن المغول وقتل الخليفة العباسى في عام 1258, قام السلطان الظاهر بيبرس باحياء خلافة عباسية اسمية في القاهرة.
34. ↑  المقريزى, الخطط المقريزية, 4/276
35. ↑  عبد الله الراشدي - المكتبة البريطانية تصور مصحف السلطان ببرس كاملاً - الكتابدار نسخة محفوظة 15 مايو 2018 على موقع واي باك مشين. [وصلة مكسورة]